# Pirobolaria
En algunos tratados de artillería se encuentra el nombre de pirobolaria para designar la balística, pero en la actualidad no se emplea.
De esta palabra proceden piróbolos para designar los fuegos artificiales, mixtos incendiarios y demás artificios de fuego de guerra y pirobolario que es el nombre de artificiero en griego.